# Boxe aux Jeux de la Francophonie de 2005
 (avril 2025).
Si vous disposez d'ouvrages ou d'articles de référence ou si vous connaissez des sites web de qualité traitant du thème abordé ici, merci de compléter l'article en donnant les références utiles à sa vérifiabilité et en les liant à la section « Notes et références ».
Navigation
Édition précédente Édition suivante
Les compétitions de boxe anglaise de la 5e édition des Jeux de la francophonie se sont déroulées du 8 au 16 décembre 2005 à Niamey, Niger.

## Résultats

### Podiums
| Catégories                  | Or                | Argent              | Bronze                           |
| Poids mi-mouches (-48 kg)   | Nordine Oubaali   | Florin Iulius Poczo | Redouane Bouchtouk Antoine Koama |
| Poids mouches (-51 kg)      | Issaka Aboubacar  | Leonce Ibouanga     | Gabriel Riffon Amine Boumerdaci  |
| Poids coqs (-54 kg)         | Hamid Ait Bighrad | Hicham Ziouti       | Crispin Lendoye Eric Anaba       |
| Poids plumes (-57 kg)       | Yassin Yasngaber  | Daouda Sow          | Seifeddine Najmaoui Achille Apie |
| Poids légers (-60 kg)       | Saber Guesmi      | Jean Gomis          | Rodrigue Maroga Mohamed Idrissi  |
| Poids super-légers (-64 kg) | Alexis Vastine    | Elvis Suliman       | Adil Bella Kader Sow             |
| Poids welters (-69 kg)      | Naba Zaky         | Miloud Ait Hammi    | Jaoid Chiguer Rachid Merdassi    |
| Poids moyens (-75 kg)       | Abdel Mohamed     | Petrisor Gananau    | Serge Mvoue Adama Sidibe         |
| Poids mi-lourds (-81 kg)    | Abdel Ramadan     | Sibiri Kabore       | Flavio Furtado Glen Hunter       |
| Poids lourds (-91 kg)       | John M'Bumba      | Didier Bence        | Halim E.Abdul Mohamed Homrani    |
| Poids super-lourds (+91 kg) | Mohamed Kabech    | Mohamed Samoudi     | Baka Batangule Bakr Elashry      |

### Tableau des médailles
| Place | Pays                             | Médaille d'or | Médaille d'argent | Médaille de bronze | Total |
| ----- | -------------------------------- | ------------- | ----------------- | ------------------ | ----- |
| 1     | Égypte                           | 4             | 0                 | 2                  | 6     |
| 2     | France                           | 3             | 4                 | 2                  | 9     |
| 3     | Tunisie                          | 2             | 0                 | 3                  | 5     |
| 4     | Maroc                            | 1             | 1                 | 3                  | 5     |
| 5     | Niger                            | 1             | 0                 | 0                  | 1     |
| 6     | Roumanie                         | 0             | 3                 | 0                  | 3     |
| 7     | Canada                           | 0             | 1                 | 2                  | 3     |
| 7     | Gabon                            | 0             | 1                 | 2                  | 3     |
| 9     | Burkina Faso                     | 0             | 1                 | 1                  | 2     |
| 10    | Cameroun                         | 0             | 0                 | 3                  | 3     |
| 11    | Sénégal                          | 0             | 0                 | 1                  | 1     |
| 11    | Mali                             | 0             | 0                 | 1                  | 1     |
| 11    | Cap-Vert                         | 0             | 0                 | 1                  | 1     |
| 11    | République démocratique du Congo | 0             | 0                 | 1                  | 1     |
| Total | 14 pays médaillés                | 11            | 11                | 22                 | 44    |